# Apiano
Apiano (griego Αππιανός; Alejandría, Egipto, c. 95-c. 165) fue un historiador romano de origen griego, autor de la Historia Romana, relato escrito en griego de la historia de la ciudad desde su fundación hasta la muerte de Trajano.

## Biografía
Natural de Alejandría, ocupó altos puestos como funcionario en Egipto durante el reinado de Antonino Pío a mediados del siglo II d. C., por lo que tuvo acceso a documentación imperial. Desempeñó diversos cargos administrativos en Alejandría, luego ejerció como abogado y terminó su carrera como procurador del emperador Antonino Pío.
Escribió una larga historia de Roma, en 24 libros, que abarca desde su fundación hasta la muerte de Trajano. En ellos, escribió la historia de Iberia con un carácter etnográfico, y también relató las guerras celtíberas y la conquista de Numancia.
Su fuente principal fue Polibio –lo cual permite conocer muchas partes actualmente perdidas de este–, aunque también tomó datos de Salustio, Paulo Clodio, Posidonio, Livio, Celio Antípatro, Jerónimo de Cardia, Julio César, Augusto, Asinio Polión, Plutarco, Diodoro Sículo y otros autores.

## Historia Romana
Es una obra compuesta por 24 libros, de los cuales solo se conservan diez completos (del VI al VIII y del XI al XVII) y secciones parciales de otros; algunos se han perdido completamente. Los libros son estos:

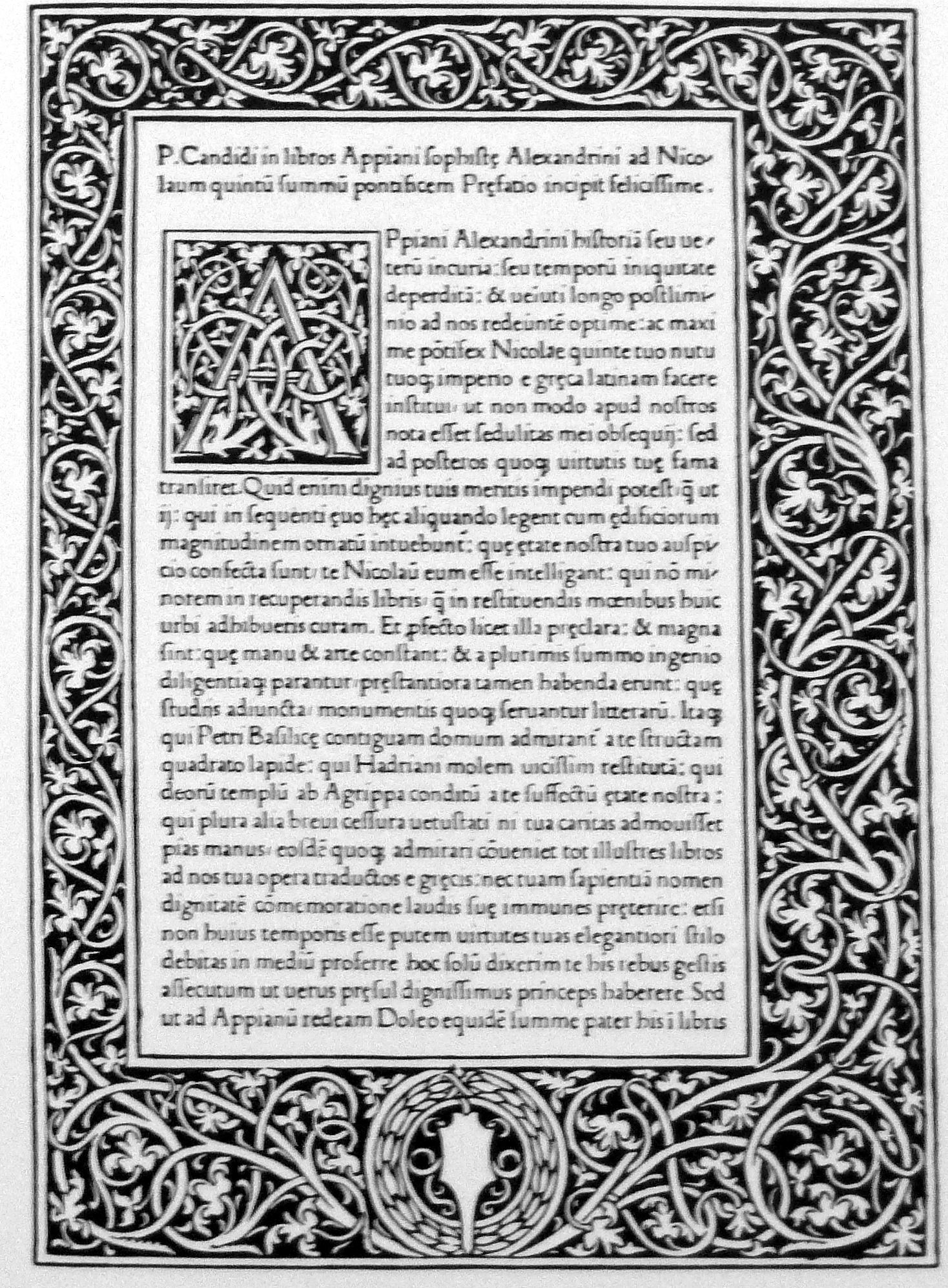
Edición del augsburgués Erhard Ratdolt (1442-1528); Venecia, 1477.

| Volumen | Nombre latino                                         | Argumento                                                    | Estado actual |
| ------- | ----------------------------------------------------- | ------------------------------------------------------------ | ------------- |
| I       | De regibus Romanorum                                  | Monarquía romana                                             | Fragmentos    |
| II      | De rebus Italicis                                     | República romana\|Expansión romana en Italia (496-275 a. C.) | Fragmentos    |
| III     | De rebus Samniticis                                   | Guerras samnitas                                             | Fragmentos    |
| IV      | De rebus Gallicis                                     | Guerra de las Galias                                         | Fragmentos    |
| V       | De rebus Siculis et reliquarum insularum              | Conquista romana de Sicilia y de las islas                   | Fragmentos    |
| VI      | De rebus Hispaniensibus                               | Conquista de Hispania                                        | Completo      |
| VII     | De bello Annibalico                                   | Segunda guerra púnica                                        | Completo      |
| VIII    | De rebus Punicis et De rebus Numidicis (appendix)     | Tercera guerra púnica y guerra de Yugurta                    | Completo      |
| IX      | De rebus Macedonicis et De rebus Illyricis (appendix) | Guerras macedónicas y guerras ilíricas                       | Fragmentos    |
| X       | ...                                                   | Guerra en Asia y Grecia                                      | Perdido       |
| XI      | De rebus Syriacis                                     | Guerra romano-siria                                          | Completo      |
| XII     | De bello Mithridatico                                 | Guerras mitridáticas                                         | Completo      |
| XIII    | De bellis civilibus Lib. I                            | Primera guerra civil de la República romana                  | Completo      |
| XIV     | De bellis civilibus Lib. II                           | Segunda guerra civil de la República romana                  | Completo      |
| XV      | De bellis civilibus Lib. III                          | Batalla de Mutina                                            | Completo      |
| XVI     | De bellis civilibus Lib. IV                           | Tercera guerra civil de la República romana                  | Completo      |
| XVII    | De bellis civilibus Lib. V                            | Guerra de Perusia y guerra contra Sexto Pompeyo              | Completo      |
| XVIII   | ...                                                   | Guerra en Egipto I                                           | Perdido       |
| XIX     | ...                                                   | Guerra en Egipto II                                          | Perdido       |
| XX      | ...                                                   | Guerra en Egipto III                                         | Perdido       |
| XXI     | ...                                                   | Guerra en Egipto IV                                          | Perdido       |
| XXII    | ...                                                   | Guerra del Imperio                                           | Perdido       |
| XXIII   | ...                                                   | Guerras dacias                                               | Perdido       |
| XXIV    | ....                                                  | Conquista de Arabia y campañas párticas de Trajano           | Fragmentos    |